# Isothrix bistriata
Isothrix bistriata är en däggdjursart som beskrevs av Wagner 1845. Isothrix bistriata ingår i släktet Isothrix och familjen lansråttor. IUCN kategoriserar arten globalt som livskraftig.
Inga underarter finns listade i Catalogue of Life. Wilson & Reeder (2005) skiljer mellan två underarter.
Denna gnagare förekommer i östra Peru, i södra Colombia, i norra Bolivia och i nordvästra Brasilien. Habitatet utgörs av skogar. Individerna klättrar i växtligheten och skapar bon i trädens håligheter. Honor föder en eller två ungar per kull.